# 桥边镇
桥边镇，是中华人民共和国湖北省宜昌市点军区下辖的一个乡镇级行政单位。

## 行政区划
桥边镇下辖以下地区：
广化寺社区、黄家棚村、李家湾村、桥边村、白马溪村、韩家坝村、六里河村、偏岩村、石堰村、太平村、天王寺村、新村、双堰口村、朱家坪村和上峰尖村。